# Malkolm Moënza
Malkolm Moënza (sinh ngày 15 tháng 11 năm 1993) là một cầu thủ bóng đá người Thụy Điển thi đấu cho Dalkurd FF ở vị trí hậu vệ.

## Đời sống cá nhân
Moënza sinh ra ở Majorna ở Gothenburg, với bố là người Guadeloupe và mẹ là người Thụy Điển.